# Marquesat de Vilallonga
|  | No s'ha de confondre amb Comtat de Vilallonga. |

El marquesat de Vilallonga és un títol nobiliari espanyol creat el 20 de març de 1710 per l'Arxiduc pretendent Carles d'Àustria, a favor de Pau Ignasi de Dalmases i Ros. La seva denominació fa referència a la localitat de Vilallonga del Camp (Tarragonès) d'on van ser senyors la família Dalmases.
El títol va ser rehabilitat el 1916 pel rei Alfons XIII a Maria del Carme de Dalmases i Olivart.

## Marquesos de Vilallonga
|                                                 | Titular                                         | Període                                         |
| Creació per Arxiduc pretendent Carles d'Àustria | Creació per Arxiduc pretendent Carles d'Àustria | Creació per Arxiduc pretendent Carles d'Àustria |
| ----------------------------------------------- | ----------------------------------------------- | ----------------------------------------------- |
| I                                               | Pau Ignasi de Dalmases i Ros                    | 1710-                                           |
| Rehabilitat per Alfons XIII                     |                                                 |                                                 |
| II                                              | Maria del Carme de Dalmases i Olivart           | 1916-1922                                       |
| III                                             | Francesc Xavier de Fontcuberta i de Dalmases    | 1922- ?                                         |
| IV                                              | Josep de Fontcuberta i de Casanova              | 1945- ?                                         |
| V                                               | Alfons de Fontcuberta i de Samà                 | 1993-2002                                       |
| VI                                              | Mariana de Fontcuberta i Juncadella             | 2002-actual titular                             |

## Història dels marquesos de Vilallonga
Pau Ignasi de Dalmases i Ros, I marquès de Vilallonga.
Maria del Carme de Dalmases i Olivart, II marquesa de Vilallonga, (per rehabilitació el 1916).
1. Va casar amb Trinitat de Fontcuberta i de Perramon. El va succeir el seu fill:

Francesc Xavier de Fontcuberta i de Dalmases, III marquès de Vilallonga.
1. Va casar amb Maria de la Concepció de Casanova i de Parrella. El va succeir el seu fill:

Josep de Fontcuberta i de Casanova, IV marquès de Vilallonga.
Va entrar a Barcelona el dia 26 de gener de 1939 al front de la 51 unitat de tropes de l'Aviació franquista
1. Va casar amb María Victoria Samá i Coll, VI marquesa de Marianao, V marquesa de Vilanova i la Geltrú, XI comtessa de Solterra, XI marquesa de Santa Maria de Barberà, (títol rehabilitat en 1984, i perdut en 1987, per haver-hi un tercer amb major dret). El va succeir el seu fill:

Alfons de Fontcuberta i de Samà, V marquès de Vilallonga, VII marquès de Marianao, XIII comte de Solterra.
1. Va casar amb María Isabel Juncadella i García-Blasco, filla d'Enric Juncadella i de Ferrer, IX marquès de Puerto Nuevo. La va succeir la seva filla:

Mariana de Fontcuberta i Juncadella, VI marquesa de Vilallonga, VIII marquesa de Marianao, XIV comtessa de Solterra.